# Закон Цезаря
«Закон о защите гражданского населения Сирии 2019 года», также известный как «Зако́н Це́заря» — законодательный акт США, предусматривающий санкции против бывшего сирийского правительства, включая бывшего президента Сирии Башара Асада, за военные преступления против населения Сирии. Закон был подписан президентом Дональдом Трампом в декабре 2019 года и вступил в силу 17 июня 2020 года.
Под санкции подпали ряд отраслей, контролируемых сирийским режимом, включая инфраструктуру, военное обслуживание и производство энергии. Закон также направлен против физических и юридических лиц, оказывающих финансовую или иную помощь бывшему президенту Сирии. Иранские и российские структуры также упомянуты в связи с поддержкой, которую их правительства оказывали Асаду в ходе гражданской войны в Сирии. Закон вводит новые санкции в отношении лиц и организаций, ведущих бизнес с сирийским правительством, его военными и разведывательными структурами. Также он призван стимулировать переговорный процесс, позволяя президенту США отменить санкции в случае начала содержательных переговоров и прекращения насилия в отношении гражданского населения.
Данный акт стал частью «Закона о национальной обороне» на 2020 финансовый год (S1790) в виде доклада Палаты представителей № 116—333. Доклад комитета Палаты представителей, содержащий положения о «Законе Цезаря», был одобрен Сенатом 17 декабря 2019 года при поддержке обеих партий в обеих палатах Конгресса США. Закон был подписан президентом Трампом и вступил в силу 20 декабря 2019 года.
Санкции нанесли серьёзный удар по сирийской экономике, особенно по строительной отрасли, финансовому сектору и энергетике, а также затруднили усилия по восстановлению страны.

## Происхождение названия
Законодательный акт назван в честь фотографа под псевдонимом «Цезарь», задокументировавшего пытки мирных граждан, совершённые сирийским режимом. Его материалы легли в основу «Доклада о сирийских заключённых 2014 года» (так называемый «Доклад Цезаря»). Организация Human Rights Watch провела дальнейшее расследование на основе этих данных и выпустила дополнительный отчёт под названием «Если бы мёртвые могли говорить». Фотографические доказательства из доклада 2014 года были выставлены в Музее Холокоста США и в Организации Объединённых Наций.

## Обзор
Санкции «Цезаря» направлены на обеспечение ответственности за преступления, совершённые сирийским режимом и его союзниками — Россией и Ираном. Они также предназначены для того, чтобы отговорить иностранных инвесторов от ведения бизнеса с правительством Сирии, чтобы не поощрять военные преступления.
Закон был повторно внесён представителем Элиотом Энгелем в виде резолюции Палаты представителей № 31 (HR 31) в 2019 году и был принят Палатой в январе того же года. Позже он был включён в «Закон о национальной обороне», который был принят и подписан президентом Трампом.
HR 31 была изменена Комитетом Сената по международным делам 3 июня 2019 года. Поправки включали требование, чтобы президент предоставлял Конгрессу отчёты о военных мерах по защите гражданского населения, а также данные, полученные от организаций и государств в отношении Сирии.
Санкции призваны финансово наказать Башара Асада и его окружение за совершённые злодеяния. В первую очередь под санкции попадает предоставление товаров, услуг, технологий, информации или любой другой поддержки, способствующей развитию местного производства в области природного газа, нефти и их производных. Также санкции направлены на то, чтобы отговорить иностранные компании от заключения контрактов на восстановление страны после гражданской войны.

### Внедрение, условия и исключения
Санкции вступили в силу 17 июня 2020 года, через шесть месяцев после подписания закона. Санкции, введённые Госдепартаментом США, затронули 39 членов режима Башара Асада. Действие положений закона истекает через пять лет, то есть в 2025 году, однако Раздел 401 «Закона Цезаря» содержит шесть условий, при выполнении которых санкции США могут быть сняты:
1. Прекращение бомбардировок гражданских объектов сирийской и российской авиацией.
2. Иранские, сирийские и российские силы, а также связанные с ними структуры, больше не должны ограничивать гуманитарный доступ в осаждённые районы и должны позволить гражданским лицам свободно покидать их.
3. Освобождение всех политзаключённых и предоставление международным правозащитным организациям полного доступа к сирийским тюрьмам и местам содержания под стражей.
4. Прекращение бомбардировок медицинских учреждений, школ, жилых кварталов и общественных мест, включая рынки, силами Сирии, России, Ирана и аффилированными структурами.
5. Обеспечение безопасного, добровольного и достойного возвращения сирийцев, перемещённых в результате конфликта.
6. Привлечение виновных в военных преступлениях к ответственности и обеспечение правосудия для жертв, включая участие в достоверном и независимом процессе правды и примирения.

Спецпредставитель США на северо-востоке Сирии Уильям Робак (англ. William Robak) заявил, что санкции не будут применяться к районам, контролируемым Автономной администрацией Северной и Восточной Сирии.

## Истечение срока действия и продление
20 декабря 2024 года «Закон Цезаря» утратил силу в соответствии с положением о «сроке действия», согласно которому закон перестаёт действовать через пять лет после его принятия.
23 декабря администрация Байдена подписала «Закон о национальной обороне на 2025 год» (NDAA 2025), продлив действие «Закона Цезаря» ещё на пять лет — до 2029 года. Совет сирийских американцев (англ. Syrian American Council) успешно лоббировал включение санкций в новый оборонный бюджет с целью сохранения давления на экономику Асада, однако не смог добиться их отмены в связи с его отстранением от власти.
После свержения режима Асада переходное правительство Сирии неоднократно призывало отменить все экономические санкции, чтобы страна могла приступить к восстановлению инфраструктуры после 13 лет разрушительной гражданской войны. В конце мая 2025 года Госдепартамент США выдал послабление в рамках «Закона Цезаря» — по словам властей США, новый механизм призван поддержать экономическое восстановление страны.